# SN 1998bw
SN 1998bw는 1998년 4월 26일 ESO 184-G082 나선은하에서 발견된 감마선 폭발형 초신성이다. 초신성 형태는 Ic형이었다. 이 초신성은 발견되기 하루 전인 1998년 4월 25일 앞서 발견된 감마선 폭발 GRB 980425와 유관한 것으로 생각되며, 이는 초신성과 감마선 폭발이 서로 연관되어 발견된 첫 사례이다.
지구로부터 대략 1억 4천만 광년 떨어져 있으며, 감마선 폭발체 치고는 매우 가까이 있는 편이다.